# Inhambu-anhangaí
Crypturellus bartletti, popularmente inhambu-anhangaí, ou inambu-anhangaí é uma espécie de tinamídeo sul-americano.